# Maximilian Halder
Maximilian Halder (* 2. März 1853 in Würzburg; † 23. Mai 1912 in Germersheim) war ein bayerischer Generalmajor und Kommandant der Festung Germersheim.

## Leben

### Familie
Halder entstammte einer Familie, die schon seit über 300 Jahren mit dem bayerischen Militär verbunden war. Er war der Sohn eines Hauptmanns.
1882 heiratete er Mathilde Steinheil. Aus der Ehe gingen zwei Kinder hervor, darunter der spätere Generaloberst Franz Halder (1884–1972).

### Militärkarriere
Halder absolvierte das Realgymnasium und trat 1871 als Einjährig-Freiwilliger in das 3. Feldartillerie-Regiment „Königin Mutter“ der Bayerischen Armee ein. Dort wurde er 1873 zum Leutnant befördert sowie ab 1876 als Abteilungsadjutant verwendet. Von 1879 bis 1882 absolvierte Halder die Kriegsakademie, die ihm die Qualifikation für den Generalstab und die Höhere Adjutantur aussprach. Im weiteren Verlauf seiner Militärkarriere war er vom 1. Oktober 1901 bis 8. April 1905 Kommandeur des 3. Feldartillerie-Regiments „Königin Mutter“, stieg dann zum Generalmajor auf und wurde als solcher Kommandant der Festung Germersheim. 1906 stellte man Halder zur Disposition und verabschiedete ihn in den Ruhestand.